# Giáo đường Do Thái vĩ đại, Białystok
```
Giáo đường Do Thái vĩ đại
 (
tiếng Ba Lan
: 
Wielka Synagoga w Białymstoku
) là một 
giáo đường
 nằm ở 
Białystok
, 
Ba Lan
, được xây dựng từ năm 1909-1913 và được thiết kế bởi Szlojme Rabinowicz. Giáo đường đã bị quân Đức đốt cháy vào ngày 27 tháng 6 năm 1941, với số lượng 
người Do Thái
 ước tính khoảng 2.000 
người
.
```

## Lịch sử
Giáo đường tọa lạc trên đường Suraska. Việc xây dựng bắt đầu vào năm 1909 và tòa nhà được hoàn thành vào năm 1913. Nó được thiết kế bởi Szlojme (Shlomo) Jakow Rabinowicz. Thiết kế bao gồm ba mái vòm theo phong cách Byzantine: một mái vòm lớn với ngọn tháp dài mười mét trên sảnh chính với hai cái nhỏ hơn đặt dọc theo sảnh bên cạnh.
Vào sáng ngày 27 tháng 6 năm 1941, quân đội Đức Quốc xã thuộc Tiểu đoàn Cảnh sát 309 thuộc Ordnungspolizei đã bao vây quảng trường thị trấn bởi Giáo đường Do Thái vĩ đại và buộc cư dân từ trong nhà của họ bước ra đường. Một số bị xô vào tường xây và bắn chết. Những người khác, khoảng 2.000 người đàn ông, phụ nữ và trẻ em khác đã bị nhốt trong hội đường, sau đó đã bị đốt cháy; ở đó họ bị thiêu sống. Cuộc tấn công của Đức Quốc xã tiếp tục với lựu đạn của nhiều ngôi nhà và các vụ xả súng tiếp theo. Khi ngọn lửa từ giáo đường lan rộng và hòa nhập với những đám cháy lựu đạn, toàn bộ quảng trường bị nhấn chìm. Vào ngày đó, khoảng 3.000 người Do Thái đã mất mạng. (Lưu trữ từ Geocities)

## Tượng đài

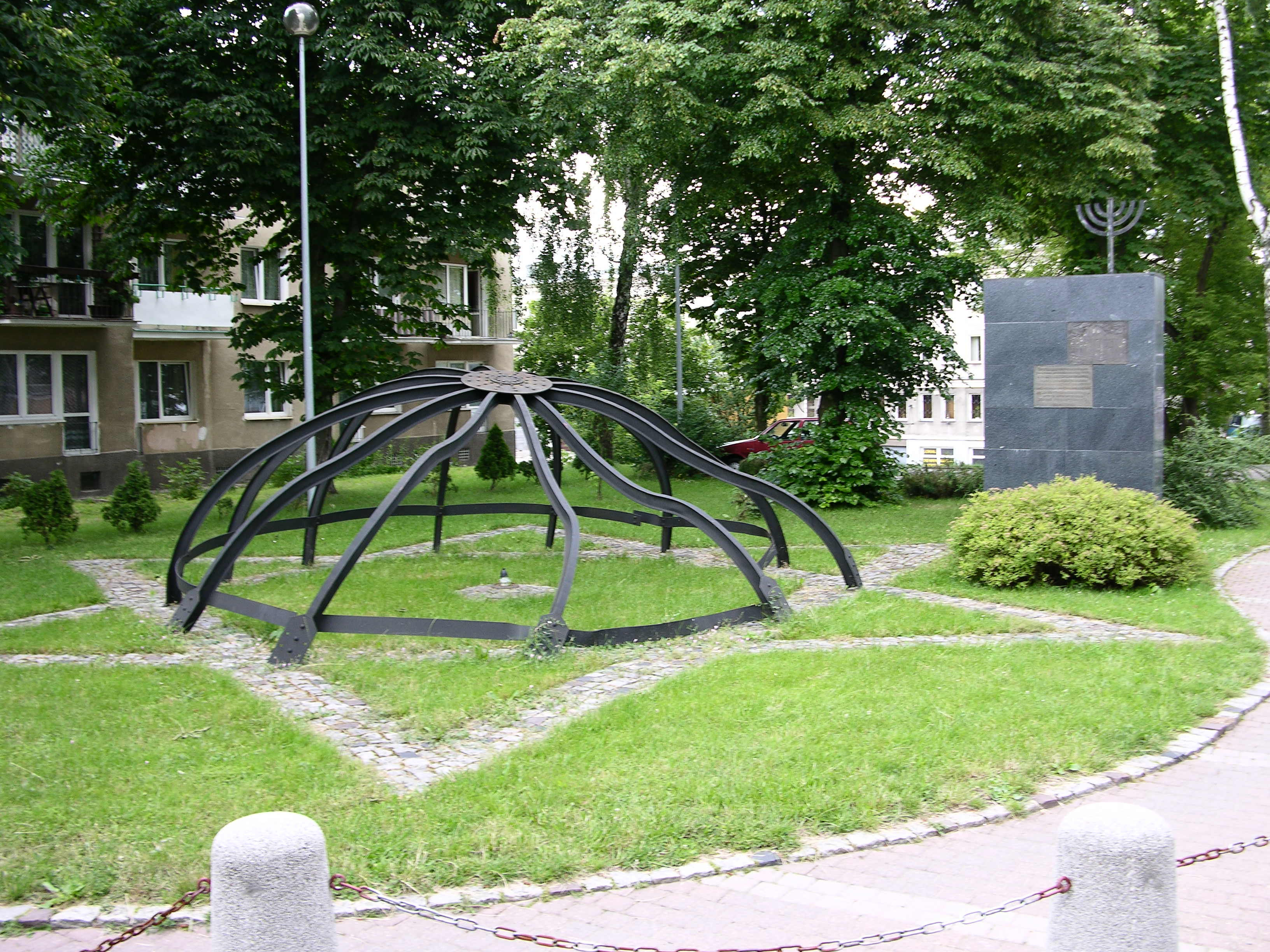
Đài tưởng niệm

Đã có 1 cuộc trùng tu lại mái vòm bị phá hủy và một tấm bia tưởng niệm đã được hoàn thành vào tháng 8 năm 1995. Tấm biển có dòng chữ: "Khu bảo tồn lộng lẫy của chúng tôi trở thành nạn nhân của ngọn lửa vào ngày 27 tháng 6 năm 1941. 2000 người Do Thái bị thiêu sống trong đó bởi những kẻ giết người Đức Quốc xã."

## liên kết ngoài
- Tư liệu liên quan tới Great Synagogue in Białystok tại Wikimedia Commons